# Kirchenkreis Hamburg-Ost
Der Evangelisch-Lutherische Kirchenkreis Hamburg-Ost ist einer der 13 Kirchenkreise der Evangelisch-Lutherischen Kirche in Norddeutschland (Nordkirche). Er besteht aus 116 Kirchengemeinden, die von 250 Pastorinnen und Pastoren betreut werden. Zum Kirchenkreis gehören 385.555 Gemeindemitglieder.

## Geographie
Der Kirchenkreis liegt im östlichen und südlichen Stadtgebiet der Freien und Hansestadt Hamburg. Er umfasst zusätzlich im Norden und Osten Hamburgs Teile der schleswig-holsteinischen Kreise Stormarn, Segeberg und Herzogtum Lauenburg; außerdem – noch bis Ende 2024 – im Südwesten den Ortsteil Rosengarten-Vahrendorf im niedersächsischen Landkreis Harburg.

## Geschichte
Der Kirchenkreis Hamburg-Ost wurde zum 1. Mai 2009 gegründet. Er ging aus der Fusion der Kirchenkreise Alt-Hamburg, Stormarn und Harburg hervor. Die Fusion war Teil der Strukturreform der Nordelbischen Kirche, einer der Vorgängerkirchen der Nordkirche. Dabei wurden aus den alten 27 Kirchenkreisen der Landeskirche elf neue Kirchenkreise.

## Leitung
Der Kirchenkreis wird in gemeinsamer Verantwortung von Kirchenkreissynode, Kirchenkreisvorstand und Pröpsten geleitet. Derzeit gibt es im Kirchenkreis sechs Pröpste.  Die Einrichtungen des Kirchenkreises sind auf drei Standorte mit insgesamt vier Gebäuden verteilt.
Seit Dezember 2024 verteilt sich die Zuständigkeit der Pröpstinnen und Pröpste des Kirchenkreises wie folgt auf die Propsteien:
- Carolyn Decke – Propstei Hamburg-Bergedorf
- Ulrike Murmann – Propstei Mitte
- Holger Beermann – Propstei Wandse-Bille
- Tobias Woydack – Propstei Rahlstedt-Stormarn
- Heiko Landwehr – Propstei Bramfeld-Alstertal
- Martin Vetter – Propstei Alster